# Maroš Kováč
Maroš Kováč (Košice, 11 aprile 1977) è un ex ciclista su strada e ciclocrossista slovacco, attivo tra gli Elite dal 2001 al 2017.

## Palmarès

### Strada
- 2002 (De Nardi, due vittorie)

1ª tappa Tour d'Égypte (Il Cairo > Il Cairo)
Prologo Cumhurbaşkanlığı Türkiye Bisiklet Turu (Guzelyali > Karates, cronemetro)
- 2003 (Individuale, due vittorie)

6ª tappa Tour d'Égypte (Nauaibe > El Nakara)
7ª tappa Tour of South China Sea (Coloane)
- 2004 (Dukla Trenčín Merida, cinque vittorie)

Prologo Tour d'Égypte (Sharm el-Sheikh, cronometro)
2ª tappa Tour d'Égypte (Sharm el-Sheikh > Nouibaâ)
3ª tappa Tour d'Égypte (Nouibaâ)
6ª tappa Tour d'Égypte (Nouibaâ)
Classifica generale Tour d'Égypte
- 2005 (Dukla Trenčín Merida, tre vittorie)

1ª tappa Tour d'Égypte (Sharm el-Sheikh > Nuweiba)
1ª tappa Grand Prix Cycliste de Gemenc
3ª tappa Okolo Slovenska (Revúca > Dedinky)
- 2006 (Dukla Trenčín Merida, tre vittorie)

2ª tappa Tour de Serbie (Novi Sad > Gornji Milanovac)
Campionati slovacchi, Prova in linea (Bratislava)
5ª tappa Tour de Maroc (Demnate > Béni Mellal)
- 2007 (Dukla Trenčín Merida, quattro vittorie)

Prologo Tour d'Égypte (Noweiba, cronometro)
4ª tappa Tour d'Égypte (Sharm el-Sheikh > Nuweiba)
2ª tappa Cumhurbaşkanlığı Türkiye Bisiklet Turu (Kuşadası > Bodrum)
4ª tappa, 1ª semitappa Okolo Slovenska (Čadca, cronometro)
- 2008 (Dukla Trenčín Merida, una vittoria)

3ª tappa UAE International Emirates Post Tour (Emirates RD > Palma Beach)
- 2009 (Dukla Trenčín Merida, una vittoria)

Campionato slovacchi, Cronosalita
- 2010 (Dukla Trenčín Merida, due vittorie)

2ª tappa Paths of King Nikola (Cetinje)
Campionato slovacchi, Cronosalita (Javorina)
- 2011 (Dukla Trenčín Merida, una vittoria)

Les Challenges Phosphatiers - Challenge Khouribga
- 2012 (Dukla Trenčín-Trek, quattro vittorie)

Tour Bohemia
Kláštor pod Znievom
3ª tappa Czech Cycling Tour (Jeseník > Jeseník)
2ª tappa Košice-Tatry-Košice
- 2013 (Dukla Trenčín-Trek, tre vittorie)

Prologo Sibiu Cycling Tour (Sibiu, cronometro)
1ª tappa Suchá nad Parnou (cronometro)
Classifica generale Košice-Tatry-Košice
- 2014 (Dukla Trenčín-Trek, una vittoria)

3ª tappa Okolo Slovenska (Liptovsky Hradoc > Handlová)
- 2015 (Kemo-Dukla Trenčín, tre vittorie)

3ª tappa Grand Prix Cycliste de Gemenc
Classifica generale Grand Prix Cycliste de Gemenc
4ª tappa Okolo Slovenska (Žiar nad Hronom > Nové Mesto nad Váhom)

#### Altri successi
- 2001 (De Nardi, una vittoria)

Campionati slovacchi, Cronosquadre (con Jan Gazi, Jan Valach, Jan Šipeky)
- 2002 (De Nardi, una vittoria)

Campionati slovacchi, Cronosquadre (con Radovan Husár, Jan Valach, Jan Šipeky) (Milevsko)
- 2015 (Dukla Trenčín-Trek, una vittoria)

Criterium di Dudince

### Cross
- 2007-2008 (una vittoria)

Campionati slovacchi (Prievidza)

## Piazzamenti

### Competizioni mondiali
- Campionati del mondo su strada

Salisburgo 2006 - In linea Elite: ritirato
Stoccarda 2007 - In linea Elite: ritirato
Varese 2008 - In linea Elite: ritirato
Limburgo 2012 - In linea Elite: ritirato
- Campionati del mondo di cross

Pontchâteau 2004 - Elite: 38º
Hooglede 2007 - Elite: 22º
Treviso 2008 - Elite: 39º
Hoogerheide 2009 - Elite: 53º